# Selski angel
Selski angel je drama Silvina Sardenka, ki jo je napisal leta 1920.

## Osebe
- Narda, Margareta, sestri
- Genovefa, poslednja prijateljica
- Olga, sosedova pastorka
- Deklice

## Vsebina

### 1. dejanje
Genovefa je radovedna, katero bodo jutri izbrali za Rožno kraljico (dekle, ki je bilo v preteklem letu v vseh pogledih najboljše). Margareta je ponižna in skromna, Narda pa pravičnica in prepirljivka . kaj si ni Genovefa izposodila njihovo škropilnico in je še ni vrnila? Margareta poočita sestri, da premalo misli na ljubezen do bližnjega, vendar ji je očitka takoj žal in sestro poprosi odpuščanja. Toda Narda jo grobo zavrne, stran vrže tudi cvetice, ki so jih prinesla dekleta; sama jih gre nabirat zase za jutrišnji praznik! K Margareti se zateče preplašena Olga: ko je šla v vodo, je razbila vrč – to bo mačeha rohnela nad njo! Margareti se Olga zasmili, posodi ji svoj vrč in ji obljubi, da bo ubitega sama zanesla na popravilo k lončarju.

### 2. dejanje
Olga se vrača od potoka, v gozdu sreča Nardo, ki jo poprosi za požirek vode; pri tem spozna vrč in ga zahteva nazaj, ne meneč se za Olgine prošnje. Olga žalostno postavi vrč pred Nardo – jutri ne bo smela na praznik in kako naj gre zdaj domov praznih rok? Ko se Narda izgubi v gozdu, pridejo dekleta s polnimi rokami zelenja za vence, igrajo se in pojejo, za njimi pride Margareta, ki začudena pobere vrč in odhiti domov, saj ji je Genovefa povedala, da uboga Olga joče pred njihovo hišo. Seveda govorita tudi o Rožni kraljici, Genovefa trdi, da bo kraljica Margareta, ta pa, da bo kraljica Olga. –Narda se vrne iz gozda in ko opazi, da vrča ni več, Olgi v mislih takoj očita nepoštenost. Tedaj ji prijateljice povejo, da bo Rožna kraljica ali Margareta ali Olga. Nardi se oglasi slaba vest: prav njima je zagrenila jutrišnji dan, Olgi je storila krivico, tako ravna z najboljšimi … mar si jutri zasluži pozdrav Rožne kraljice? Mimo veselo priteče Olga z vrčem in se silno prestraši, ko zagleda Nardo – spet bo njena pot zastonj! Toda Narda je z njo mila in prijazna.

### Epilog
Deklice vstopajo v kapelo, Narda se skriva v ozadju, svoje belo praznično krilo je bila po dekletih poslala Olgi. Toda Olga ni smela na sprevod, ker je včeraj prepozno prinesla vodo – kar še poveča Nardino krivdo. Dekleta pridejo iz kapele, zadnja, ovenčana, je Margareta. Narda jo poprosi za odpuščanje, sestra ji veselo seže v roko, zlatnike Rože kraljice podari Olgi in jo blagoslovi z besedami: »Blagor lačnim in žejnim pravice, ker bodo nasičeni«, potem pa vse povabi na veselo gostijo.